# グレシルド・リカ
グレシルド・リカ（Gresild Lika 、1997年11月2日 - ）は、アルバニア・ティラナ出身のプロサッカー選手。カテゴリア・スペリオレ・FKパルティザニ・ティラナ所属。ポジションは、ミッドフィールダー。

## 経歴
2019年夏、アルバニア・スーペルリーガのルフテタリと契約を結んだ。2019年8月24日、0-3で敗れたアウェーのKFティラナ戦でプロデビューを果たした。